# Robert Stethem

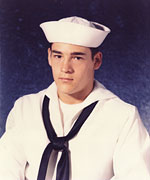
Robert Stethem

Robert Dean Stethem (* 17. November 1961 in Waterbury, Connecticut; † 15. Juni 1985 in Beirut, Libanon) war ein Taucher der Bautruppen (auch bekannt als Seabees) der United States Navy im Range eines Petty Officer Second Class. Er wurde während der Entführung des Flugs TWA 847, bei dem er Passagier war, durch Terroristen der Hisbollah ermordet.

## Leben
Robert Stethem wurde in Waterbury geboren und wuchs in Waldorf auf. Er war eines von vier Kindern. Sein Vater und beide Brüder dienten ebenfalls in der US-Navy. Seine Mutter war in der Zivilverwaltung der Navy tätig. Er schloss 1980 die Highschool ab und trat kurz darauf in die Navy ein. Dort diente er als Taucher und Steelworker Second Class (SW2) im Underwater Construction Team ONE, das auf der Naval Station Norfolk in Virginia stationiert ist.

## TWA-Flug 847
1985 war Robert Stethem auf der Rückreise von einem Einsatz in Nea Makri in Griechenland, als der TWA-Flug 847 auf dem Weg nach Rom entführt wurde. Die Entführer gehörten der „Organisation für die Unterdrückten der Welt“ an, einer Gruppe mit Verbindungen zur libanesischen Terrororganisation Hisbollah. Sie verlangten die Freilassung von 435 libanesischen und palästinensischen Häftlingen in Israel. Als die Entführer bemerkten, dass Stethem Angehöriger der US-Streitkräfte war, wurde er mehrere Stunden lang gefoltert und letztlich erschossen. Seinen Leichnam warfen die Terroristen bei einem Aufenthalt auf dem Flughafen Beirut aus dem Flugzeug auf die Landebahn. Stethems Verletzungen durch die Misshandlungen waren so schwerwiegend, dass er anhand seiner Fingerabdrücke identifiziert werden musste.
Einer der Entführer, Mohammed Ali Hamadi, wurde zwei Jahre später in Frankfurt am Main verhaftet und wegen des Mordes an Stethem und dem Schmuggel von Sprengstoff zu lebenslanger Haft verurteilt. Nach 19 Jahren wurde er Mitte Dezember 2005 in den Libanon abgeschoben. Im Juni 2010 wurde er bei einem US-Drohnenangriff in Pakistan getötet.
Drei weitere Männer, Imad Mugniyah, Hassan Izz-Al-Din und Ali Atwa, wurden ebenfalls wegen ihrer Beteiligung an der Entführung beschuldigt. Sie wurden 2002 auf die Liste der FBI Most Wanted Terrorists gesetzt. Mugniyah starb Anfang 2008 bei einem Autobombenanschlag.

## Auszeichnungen
Stethem wurde posthum mit dem Purple Heart und dem Bronze Star ausgezeichnet und auf dem Nationalfriedhof Arlington beerdigt. 1994 wurde das Kriegsschiff Stethem nach ihm benannt. 2010 wurde Robert Stethem auf Anordnung des Master Chief Petty Officer of the Navy posthum zum Master Chief Constructionman (entspricht dem Dienstgrad des Master Chief Petty Officer) ernannt.